# I'm Your Betty
I'm Your Betty er en EP fra den canadiske singer-songwriter Daniel Powter. Det var Powters debut, og den blev udgivet i år 2000. 

## Spor
1. "More Than I"
2. "Condition"
3. "Guys Unknown"
4. "Negative Fashion"
5. "Legs Hang Down"
6. "Still Nothing"
7. "Breeding the Highway"
8. "Who's Getting Through to You"
9. "Ellis Dee"
10. "I'm Your Betty"